# Martin Marek Krupica
Martin Marek Krupica (26. ledna 1965, Most – 6. listopadu 2018, Praha) byl český pravoslavný kněz, archimandrita a duchovní správce pravoslavné církevní obce v Litoměřicích při chrámu sv. Václava.

## Život

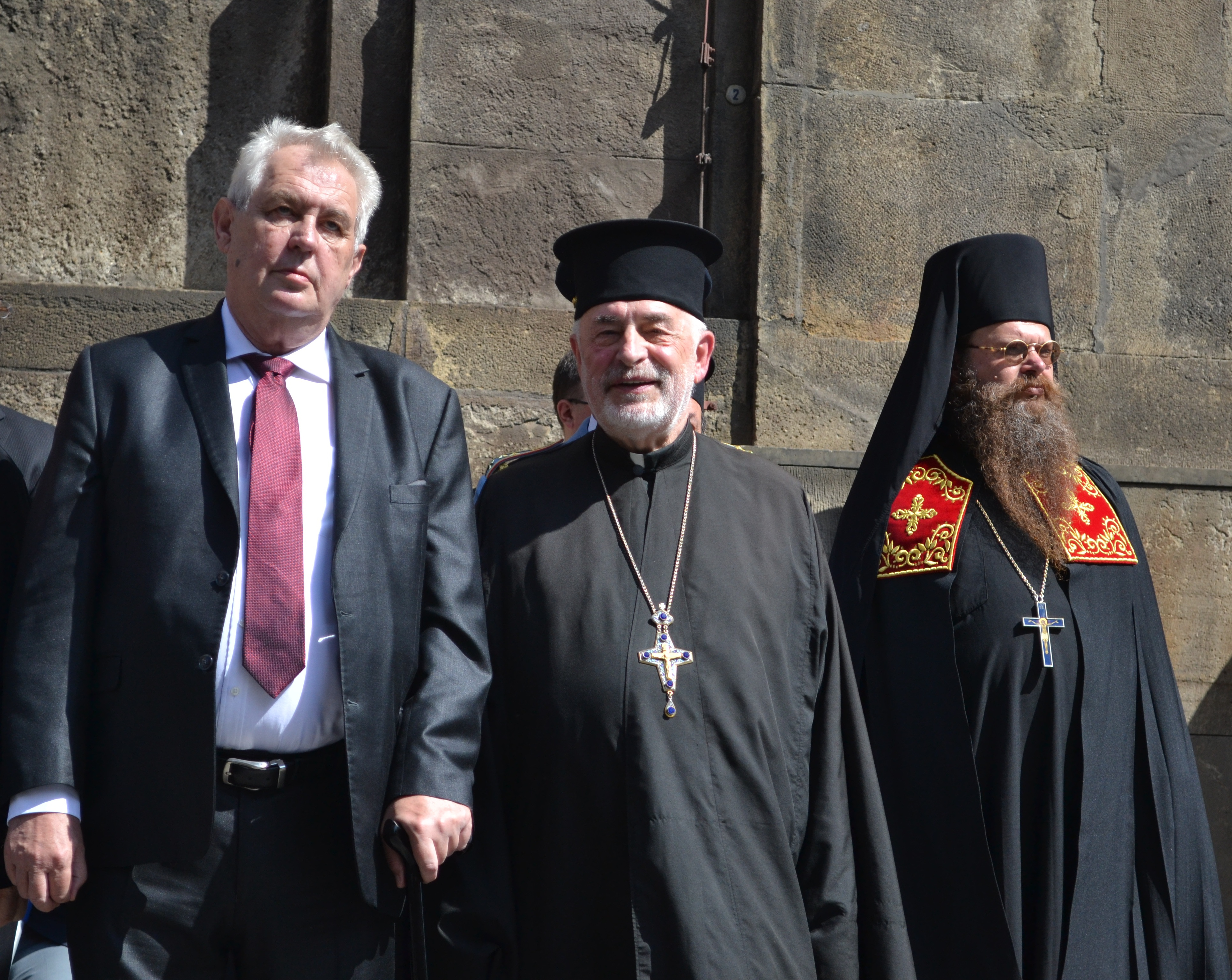
Zleva prezident Zeman, protopresbyter Šuvarský a archimandrita Marek v roce 2014

Narodil se v Mostě, kde prožil dětství a dospívání. Vychodil zde střední školu, kde maturoval v roce 1984. Ihned po maturitě nastoupil studium na Husově československé bohoslovecké fakultě v Praze, které pokračovalo až do roku 1988. S pravoslavím se poprvé setkal na studijní stáži, kterou mohl absolvovat v ruských monastýrech. V roce 1987 se mu podařilo vycestovat do Skotska, kde absolvoval stáž na The Episcopal School of Theology (The New College, University of Edinburgh). Tyto zkušenosti, spolu se studijní praxí ve sborech československé církve, jej postupně vedly k rozchodu s československou církví a k příklonu k pravoslaví, ke kterému nakonec konvertoval.
Další stáž absolvoval v letech 1990–1991 na St. Vladimir’s Orthodox Theological Seminary v New Yorku. Ve studiu pokračoval na pravoslavné bohoslovecké fakultě v Prešově. V roce 1990 dosáhl akademického titulu magistr.
Diákonské svěcení mu bylo uděleno 12. března 1989. Jméno Marek si zvolil jako své mnišské jméno. Na kněze byl vysvěcen metropolitou Dorotejem 7. května 1989. Rjasofor přijal v roce 1992 a stavrofor v roce 1998. Povýšen na igumena byl 16. října 1996 a na archimandritu 26. června 2006. Byl vyhledáván jako zpovědník zejména pro svou lidskost a schopnost promluvit s téměř každým jeho jazykem.
Postgraduální studium na HTF UK v Praze absolvoval v letech 1996–2002 s licenciátní zkouškou v roce 1998 s uděleným titulem ThDr. Vědecký doktorát Th.D. udělen v roce 2002.
Naučil se aktivně angličtinu, domluvil se také rusky a polsky. Na HTF UK posléze řadu let působil jako odborný asistent na tamním Ústavu východního křesťanství, kde přednášel pravoslavnou liturgiku a pravoslavné církevní právo. Po řadu let byl duchovním správcem církevní obce při chrámu svatého Václava v Litoměřicích. Zasloužil se o zásadní renovaci interiéru tohoto chrámu (výstavba nového zpěváckého kůru, pořízení nového ikonostasu, výzdoba kopule nad chrámovou lodí, pořízení nových zaoltářních ikon atd.). Rovněž stál, spolu s o. Šantinem, u zrodu církevní obce v Roudnici nad Labem, pro jejíž bohoslužby získal tamní kapli svatého Josefa, která tak po mnoha letech bez smysluplného využití se opět stala místem pravidelných bohoslužeb.
V letech 2013–2015 byl (po rezignaci arcibiskupa Kryštofa (Pulce)) správcem pražské pravoslavné eparchie, přičemž disponoval všemi administrativními pravomocemi, které má za normálních okolností biskup (nepříslušely mu pravomoce liturgické, např. udílení svěcení atd.). Následně kandidoval i v biskupské volbě, ale nebyl zvolen. Administrativní pravomoci mu zůstaly i po jmenování arcibiskupa Jáchyma (Hrdého), neboť toho odmítly uznat státní orgány. V této době se podílel také na restrukturalizaci eparchie (zrušení fakticky nefunkčních církevních obcí (např. v Oloví, Kryrech, Teplé u Toužimi, Děčíně) a naopak zřízení obcí nových (Kralupy nad Vltavou). Archimandrita Marek přestal být správcem eparchie až 14. února 2015, kdy byl již akceptovanou volbou zvolen novým arcibiskupem Michal Dandár. V následujícím období se Archimandrita Marek věnoval již pouze duchovní správě v litoměřické církevní obci a na Ústavu východního křesťanství pedagogické činnosti. Podílel se (spolu s archimandritou, pozdějším biskupem Jiřím (Stránským)) mimo jiné na revizi českého překladu textů Liturgie sv. Jana Zlatoústého a Liturgie sv. Basila Velikého. Revize textu Liturgie sv. Jana Zlatoústého byla vydána tiskem v roce 2006. Revizi textu Basilovy liturgie dokončil jen nedlouho před svou smrtí.
Tragicky zahynul na následky dopravní nehody na silnici mezi Želízy a Liběchovem v roce 2018. Pohřben byl na městském hřbitově v Litoměřicích (v dolní části hřbitova, poblíž hlavního hřbitovního kříže). Autorem návrhu, podle kterého byl vytvořen náhrobek, byl litoměřický žalmista a ikonopisec, Anton Jaržombek.

## Působení v duchovní správě

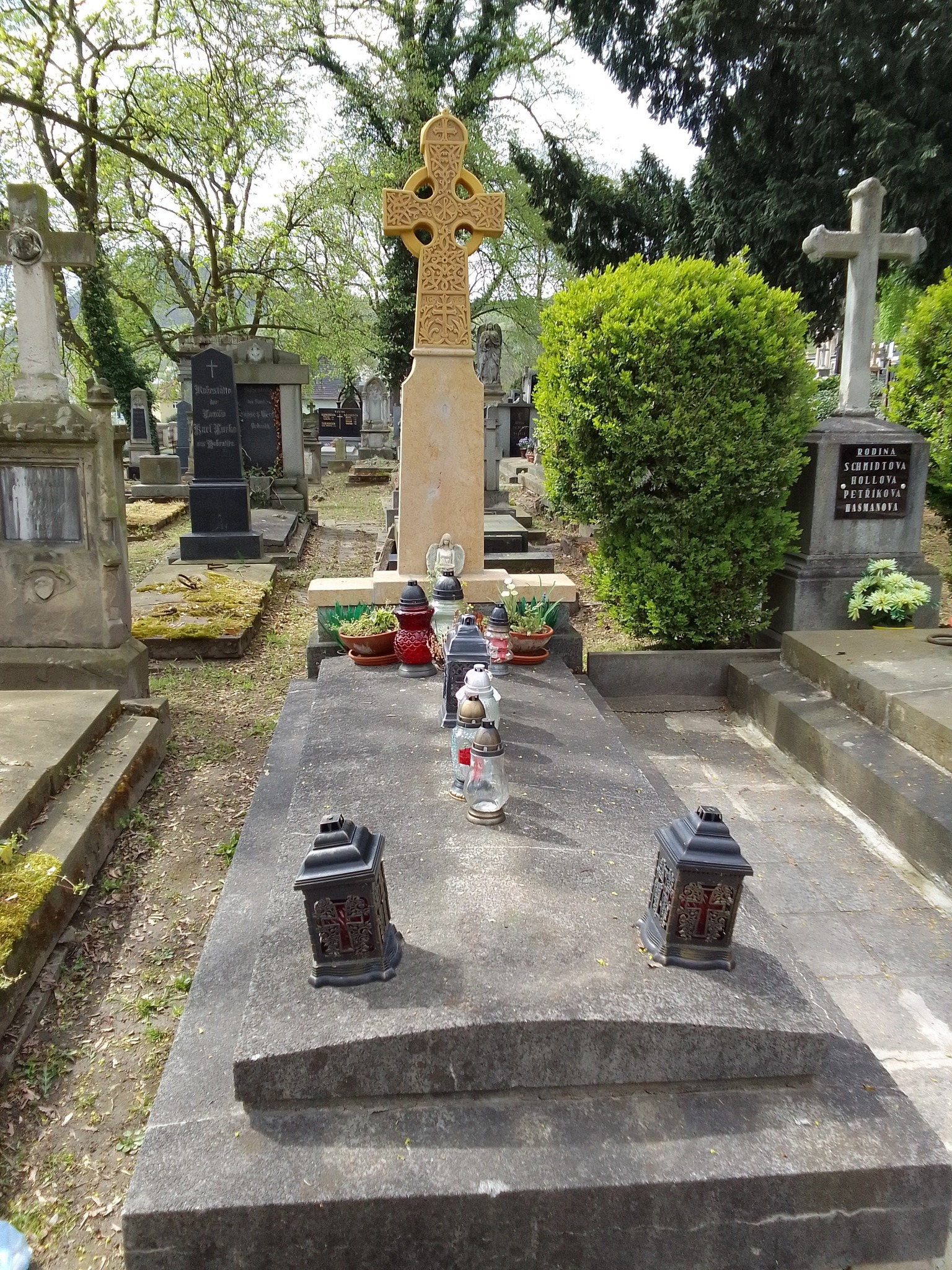
Hrob archimandrity Martina Marka Krupici na Městském hřbitově v Litoměřicích.

- 1989–1990 – duchovní správce církevních obcí Podbořany, Kryry, Soběchleby
- 1990 – duchovní správce církevní obce při pražském katedrálním chrámu
- 1990–1991 – kaplan v US Military Academy West Point
- 1992 – představený Monastýru sv. Prokopa v Mostě
- 1992–2001 – duchovní správce církevní obce v Mostě
- 1996–1997 – pastorační práce ve věznicích Bělušice a Litoměřice
- 2001–2003 – duchovní správce církevní obce v Železném Brodě, zároveň administrátor církevní obce v Litoměřicích
- 2003–2018 – duchovní správce církevní obce v Litoměřicích[2]